# Chambœuf (Loire)
Chambœuf é uma comuna francesa na região administrativa de Auvérnia-Ródano-Alpes, no departamento de Loire. Estende-se por uma área de 11,12 km². Em 2010 a comuna tinha 1 788 habitantes (densidade: 160,8 hab./km²).